# 아일리아 도미티아 파울리나
아일리아 도미티아 파울리나 (Aelia Domitia Paulina) 또는 파울리나, 도미티아 파울리나 미노르 (라틴어로 미노르는 ‘젊은’을 뜻함), 소 파울리나(75년 초-130년)는 도미티아 파울리나 마이오르와 법무관 푸블리우스 아일리우스 하드리아누스 아페르 사이에서 태어난 장녀이며, 하드리아누스의 누이이자 유일한 형제자매이다. 히스파니아 출신이지만, 로마인 혈통이었다. 로마의 히스파니아 바이티카 속주의 이탈리카 (오늘날 스페인 세비야 인근 도시)에서 태어나고 자랐을 것이라 추정된다.
86년경에 부모가 사망하자, 파울리나와 남동생은 친가쪽 친척 트라야누스 및 로마의 관료 푸블리우스 아킬리우스 아티아누스에게서 자랐다. 98년에 트라야누스가 황제 자리에 즉위하기 전에, 트라야누스는 그녀를 위한 히스파니아 출신 정치인 루키우스 율리우스 우르수스 세르비아누스와의 결혼을 주선해주었다. 98-117년간의 트라야누스 집권기에, 파울리나와 세르비아누스는 율리아 세르비아나 파울리나 (Julia Serviana Paulina)라는 딸을 두었다.
117년에 트라야누스의 죽음 이전에, 파울리나와 세르비아우스는 딸 율리아를 위한 히스파니아 출신의 집정관 계급 로마인 그나이우스 페다니우스 푸스쿠스 살리나토르 (Gnaeus Pedanius Fuscus Salinator)와 결혼을 주선해주었다. 118년에 율리아와 살리나토르는 소 그나이우스 페다니우스 푸스쿠스 살리나토르 (Gnaeus Pedanius Fuscus Salinator Minor)라는 아들 한 명을 두었다. 파울리나가 죽자, 세르비아누스와 하드리아누스는 그녀를 위한 개인장을 치러 주었다. 하드리아누스는 원로원의 압박이 있을 때까지 파울리나에게 국장 및 신격화를 해주지 않고, 그의 시중 안티누스에게는 신격화된 영예와 같이 사치스러운 장례식을 치러 준 것으로 조롱을 당했다.